# Nódulo (medicina)

Nódulos: exofítico y endofítico

Un nódulo (del latín nōdu "nudo" + -ulum "pequeño") en medicina es una pequeña agrupación de células. Puede ser tanto una lesión, como una estructura funcional crónica.

## Lesión
Son lesiones redondeadas, circunscritas, profundas y dependiendo de su localización pueden ser palpables o no. Los nódulos son normalmente benignos e indoloros, aunque pueden afectar al funcionamiento del órgano. Pueden formarse en la piel, los tendones, los músculos y en algunos órganos internos en respuesta a una lesión.
Ejemplos
- Nódulo de cuerda vocal
- Nódulo tiroideo
- Nódulo de Virchow

## Estructura funcional
Otro significado en medicina de nódulo o nodo es la masa circunscrita de células diferenciadas que desempeñan una función concreta.
Ejemplos
- Nodo atrioventricular o nódulo auriculoventricular o de Aschoff-Tawara
- Nódulo sinoauricular o sinusal o de Keith y Flack
- Nódulo linfático

## Diagnóstico diferencial
Se hace con tumor, que es una masa de mayor tamaño, generalmente mayor de 1 cm.